# Werner Büdeler
Werner Büdeler (1928. május 20. – Überlingen am Bodensee, 2004. június 15.) német újságíró és szakíró. Több természettudományos és űrkutatási témájú könyv szerzője. Kiadta a Weltraumfahrt/Raketentechnik című folyóiratot.

## Művei (válogatás)
- Astronomie in Zahlen. Mitteldeutsche Druckerei und Verlagsanstalt, Halle (Saale) 1948.
- Der Sternenlauf 1950 (Hrsg.). W. Schütz, München 1950.
- Teleskope, Raketen, Gestirne. Verlag Paul Müller, München 1953.
- Flug zum Mond. Franz Schneider Verlag, München 1954.
- Projekt Vorhut. Union Deutsche Verlagsgesellschaft Stuttgart, 1956.
- Monde von Menschenhand. Union Verlag, Stuttgart 1962.
- Den Sternen auf der Spur. C. Bertelsmann Verlag, Gütersloh 1963.
- Vorstoß ins Unbekannte – Das große Abenteuer der Forschung. Ehrenwirth Verlag, München 1963.
- Weltraumfahrt – Möglichkeiten und Grenzen. C. Bertelsmann Verlag, Gütersloh 1965.
- Kampf um den Weltraum. Sammelalbum. Heinerle Hugo Hein KG 1967
- Aufbruch in den Weltraum. Ehrenwirth Verlag, München 1968.
- Projekt Apollo - Das Abenteuer der Mondlandung. Bertelsmann, 1969.
- Skylab. Econ-Verlag, Düsseldorf, Wien 1973, ISBN 3-430-11592-2.
- Raumfahrt in Deutschland. Econ Verlag, Düsseldorf 1976, ISBN 3-548-03444-6.
- Spacelab – Europas Labor im Weltraum. Goldmann, München 1976, ISBN 3-442-30314-1.
- Blick ins Weltall. Mosaik Verlag, München 1978
- Geschichte der Raumfahrt. Stürtz, Würzburg 1979, ISBN 3-893-93194-5.
- Faszinierendes Weltall. Deutsche Verlags-Anstalt, Stuttgart 1981, ISBN 3-421-02715-3.

## Fordítás
- Ez a szócikk részben vagy egészben  a   Werner Büdeler című német Wikipédia-szócikk fordításán alapul.  Az eredeti cikk szerkesztőit annak laptörténete sorolja fel. Ez a jelzés csupán a megfogalmazás eredetét és a szerzői jogokat jelzi, nem szolgál a cikkben szereplő információk forrásmegjelöléseként.